# ISAF-Segel-Weltmeisterschaften 2007
Die 2. ISAF-Segel-Weltmeisterschaften fanden vom 28. Juni bis 13. Juli 2007 in Cascais an der Westküste Portugals statt, unweit der Hauptstadt Lissabon. Die Regatten fanden im Segelrevier des Clube Naval de Cascais am Bay de Cascais statt.
Insgesamt wurden elf Wettbewerbe in verschiedenen Bootsklassen ausgetragen, vier für Männer und Frauen sowie drei offene Wettbewerbe. Für jeden Wettbewerb wurden zehn bis zwölf Regatten inklusive einer finalen Medaillenregatta veranstaltet. Alle Wettbewerbe wurden als Fleet-Race ausgetragen. An den Wettbewerben haben mehr als 900 Boote und 1350 Segler aus 76 Nationen teilgenommen.
Die Weltmeisterschaften war zugleich Hauptqualifikationswettkämpfe für die Segelwettbewerbe bei den Olympischen Sommerspielen 2008 in Peking. 75 % aller Quotenplätze wurden hier vergeben.

## Ergebnisse
Die Platzierungen bei den einzelnen Regatten eines Wettbewerbs werden in Punkte umgerechnet. Das Ergebnis der schlechtesten Platzierung wird als Streichergebnis nicht berücksichtigt. Die Addition der Punkte bestimmt über die Abschlussplatzierung, wobei das Boot mit der niedrigsten Punktzahl gewinnt.

### Männer
| Bootsklasse     | Gold                       | Gold  | Silber                       | Silber | Bronze                    | Bronze |
| --------------- | -------------------------- | ----- | ---------------------------- | ------ | ------------------------- | ------ |
| Windsurfen RS:X | Ricardo Santos             | 30 P. | Przemysław Miarczyński       | 32 P.  | Nick Dempsey              | 36 P.  |
| Laser           | Tom Slingsby               | 43 P. | Andrew Murdoch               | 52 P.  | Deniss Karpak             | 55 P.  |
| 470er           | Nathan Wilmot Malcolm Page | 30 P. | Sven Coster Kalle Coster     | 54 P.  | Gideon Kliger Udi Gal     | 62 P.  |
| Starboot        | Robert Scheidt Bruno Prada | 15 P. | Xavier Rohart Pascal Rambeau | 19 P.  | Iain Percy Andrew Simpson | 25 P.  |

### Frauen
| Bootsklasse     | Gold                                | Gold  | Silber                                   | Silber | Bronze                                      | Bronze |
| --------------- | ----------------------------------- | ----- | ---------------------------------------- | ------ | ------------------------------------------- | ------ |
| Windsurfen RS:X | Zofia Noceti-Klepacka               | 21 P. | Barbara Kendall                          | 46 P.  | Jessica Crisp                               | 47 P.  |
| Laser Radial    | Tazjana Drasdouskaja                | 47 P. | Sari Multala                             | 50 P.  | Petra Niemann                               | 51 P.  |
| 470er           | Marcelien de Koning Lobke Berkhout  | 19 P. | Ingrid Petitjean Nadège Douroux          | 38 P.  | Christina Bassadone Saskia Clark            | 42 P.  |
| Yngling         | Sarah Ayton Sarah Webb Pippa Wilson | 41 P. | Sally Barkow Carrie Howe Deborah Capozzi | 42 P.  | Shirley Robertson Annie Lush Lucy MacGregor | 58 P.  |

### Offen
| Bootsklasse | Gold                         | Gold  | Silber                               | Silber | Bronze                       | Bronze |
| ----------- | ---------------------------- | ----- | ------------------------------------ | ------ | ---------------------------- | ------ |
| Finn Dinghy | Rafael Trujillo              | 22 P. | Pieter-Jan Postma                    | 25 P.  | Gasper Vincec                | 30 P.  |
| 49er        | Stevie Morrison Ben Rhodes   | 35 P. | Nico Delle Karth Nikolaus Resch      | 52 P.  | Nathan Outteridge Ben Austin | 59 P.  |
| Tornado     | Fernando Echávarri Antón Paz | 34 P. | Carolijn Brouwer Sébastien Godefroid | 40 P.  | Mitch Booth Pim Nieuwenhuis  | 41 P.  |

## Medaillenspiegel
| Platz | Land                   | Gold | Silber | Bronze | Gesamt |
| ----- | ---------------------- | ---- | ------ | ------ | ------ |
| 1     | Vereinigtes Königreich | 2    | -      | 4      | 6      |
| 2     | Australien             | 2    | -      | 2      | 4      |
| 3     | Brasilien              | 2    | -      | -      | 2      |
|       | Spanien                | 2    | -      | -      | 2      |
| 5     | Niederlande            | 1    | 2      | 1      | 4      |
| 6     | Polen                  | 1    | 1      | -      | 2      |
| 7     | Belarus                | 1    | -      | -      | 1      |
| 8     | Frankreich             | -    | 2      | -      | 2      |
|       | Neuseeland             | -    | 2      | -      | 2      |
| 10    | Österreich             | -    | 1      | -      | 1      |
|       | Belgien                | -    | 1      | -      | 1      |
|       | Finnland               | -    | 1      | -      | 1      |
|       | Vereinigte Staaten     | -    | 1      | -      | 1      |
| 14    | Estland                | -    | -      | 1      | 1      |
|       | Deutschland            | -    | -      | 1      | 1      |
|       | Israel                 | -    | -      | 1      | 1      |
|       | Slowenien              | -    | -      | 1      | 1      |